# Youssef Hocine
Youssef Hocine (Melun, 7 agosto 1965) è un ex schermidore francese, vincitore di una medaglia d'argento e due di bronzo ai campionati mondiali di scherma.